# Giovanni Lanza
Giovanni Lanza (Casale Monferrato, 15 febbraio 1810 – Roma, 9 marzo 1882) è stato un politico e militare italiano.
Tra gli altri incarichi ricoperti, fu Presidente del Consiglio dei ministri dal 1869 al 1873, e deputato al Parlamento ininterrottamente dalla concessione dello Statuto fino alla sua morte. Durante il suo governo vi fu la Breccia di Porta Pia, compiendo così, nove anni dopo l'Unità d'Italia, l'ultimo atto del Risorgimento nazionale.

## Biografia

### Origini e formazione
Giovanni Lanza nacque il 15 febbraio 1810 a Casale Monferrato, da Francesco Lanza, di professione fabbro e mercante di ferraglie, e da sua moglie Angela Maria Inardi, di agiata famiglia borghese. Dopo la morte del padre, avvenuta quando Giovanni era ancora in tenera età, la famiglia si trovò in momentanee difficoltà economiche, ma si risollevò grazie all'impegno della madre e di uno zio, tanto che, anni dopo, nel 1836, poterono acquistare, per la somma di 41.550 lire, un podere di 33 ettari vicino a Roncaglia, una frazione di Casale Monferrato. Dopo aver frequentato il Reale collegio di Casale, nel 1827 Giovanni si recò a Torino per proseguire gli studi e iscriversi alla facoltà di medicina dell'Università di Torino: tuttavia, nel 1830, a causa dei provvedimenti repressivi attuati dal re Carlo Felice di Savoia verso l'accademia, dovette completare gli studi presso l'ospedale di Vercelli.
Ritornato nella capitale, dove poté laurearsi solo nel 1832, il giovane Lanza sviluppò una profonda avversione verso l'assolutismo e il clericalismo che gravavano l'istituto universitario torinese, all'epoca in mano ai gesuiti. Laureatosi anche in chirurgia l'anno seguente, durante il soggiorno torinese strinse amicizia con Ascanio Sobrero, divenuto in seguito un famoso chimico, e con la famiglia di Giovanni Zoppis, più tardi poeta e autore teatrale dialettale piemontese, di cui sposò successivamente la sorella Clementina, il 25 luglio 1851. Vistasi preclusa la carriera accademica per via della sua origine provinciale, nel novembre del 1834 Giovanni Lanza decise di trasferirsi a Pavia, dove insegnavano eminenti dottori e scienziati, come l'anatomista Bartolomeo Panizza, teorici del metodo sperimentale.
Dopo aver contratto un'infezione, nel gennaio dell'anno seguente, a seguito di un'autopsia, il giovane medico in agosto decise di rientrare in Piemonte, dov'era scoppiata un'epidemia di colera, per prestare volontariamente soccorso. Dopo aver assistito i malati in provincia di Cuneo e a Genova, Lanza rientrò a Pavia, per poi andare nel marzo del 1836 a Milano, dove visitò ospedali e istituti di assistenza, ma ben presto fu scacciato dalla polizia austriaca per aver cominciato a manifestare pubblicamente le sue idee liberali e patriottiche.
Abbandonando l'idea di andare a Vienna, Lanza si recò in seguito a Parma, a Modena e a Bologna, da dove raggiunse, a piedi, Firenze, entrando in contatto con l'eminente medico Maurizio Bufalini, sostenitore accanito dello sperimentalismo. Infine, dopo questo viaggio di perfezionamento in campo medico, rientrò a Torino, dove sperava di intraprendere la carriera universitaria, a cui però dovette nuovamente rinunciare a causa di un'oftalmia, che lo costrinse a ritirarsi a Roncaglia. Qui, messa da parte la carriera medica, si dedicò alla cura dei suoi possedimenti agricoli, amministrandoli con metodi scientifici e introducendovi moderni sistemi di coltivazione.

### Esordi in politica
Dopo aver scarsamente esercitato la professione medica, Giovanni Lanza trovò sfogo alle sue passioni politiche aderendo, nel 1842, all'Associazione agraria di Torino, dove ebbe il modo di manifestare le sue idee liberali e patriottiche attraverso i giornali e i convegni del sodalizio, che discorreva non solo delle nuove tecniche agrarie e dei sistemi di coltivazione, ma anche di temi politici. Collaborò anche a diverse testate giornalistiche, tra cui il Messaggere di Torino di Angelo Brofferio e Letture di famiglia di Lorenzo Valerio, divenuti poi esponenti di spicco della Sinistra radicale nel Parlamento subalpino e poi in quello italiano, occupandosi di statistica, rete viaria, enologia, piccola proprietà terriera, credito agrario e beneficenza, oltre a far nascere il comizio agrario di Casale.
Però già dal 1846 si delineò nel movimento riformatore piemontese una scissione tra i riformisti più radicali, come Valerio e Brofferio, e quelli più conservatori, come Camillo Benso di Cavour. Inizialmente furono i radicali ad avere il sopravvento e presero il controllo dell'Associazione Agraria, pensando di farne lo strumento politico per indurre il Re di Sardegna Carlo Alberto di Savoia a introdurre riforme liberali: e in tal senso, nell'agosto del 1847, durante il congresso annuale tenuto proprio a Casale, fu Lanza a raccogliere le firme per un indirizzo da presentare al sovrano chiedendo riforme liberali e un decisivo passo in avanti verso la lotta di unificazione italiana. La proposta fu subito bocciata dal presidente Filippo Avogadro, che bloccò l'indirizzo, mentre lo stesso re minacciò sanzioni, salvo poi far pervenire una lettera in cui si dichiarava favorevole a una guerra di liberazione nazionale contro l'Austria.
Nel novembre dello stesso anno, approfittando della diminuzione della censura sulla stampa voluta dal re, Lanza collaborò con Valerio a fondare il giornale Concordia, salvo poi allontanarsene e fondare il mese dopo una propria testata giornalistica, L'Opinione, che si collocò in mezzo alle dispute ideologiche tra la radicale Concordia di Valerio e il più moderato Risorgimento, fondato da Cavour e Cesare Balbo. Lanza si riconciliò con Valerio il 7 gennaio 1848, durante la riunione dei giornalisti torinesi all'albergo d'Europa, nella quale Cavour propose che Carlo Alberto concedesse la Costituzione, mentre Lanza e Valerio, fedeli alle direttive neoguelfe di Vincenzo Gioberti, che non volevano irritare le posizioni del monarca sabaudo, non aderirono.

### Carriera politica nel Parlamento subalpino
Tuttavia, dopo la concessione, nel marzo del 1848 dello Statuto Albertino da parte del Re di Sardegna e la successiva dichiarazione di guerra piemontese a Vienna dopo lo scoppio delle Cinque Giornate di Milano, Lanza partì come volontario per la Prima Guerra d'Indipendenza. Fu durante la sua assenza dal Piemonte che gli giunse la notizia che era stato candidato in diversi collegi elettorali in vista delle prossime elezioni del primo parlamento subalpino: fu eletto deputato nel collegio di Frassineto, dove vinse ininterrottamente dalla I alla XIV legislatura, venendo ogni volta riconfermato. Alla Camera dei deputati si schierò inizialmente con l'Estrema Sinistra e fu un tenace assertore della guerra d'indipendenza a oltranza, anche dopo la firma dell'Armistizio Salasco che pose fine alla prima parte delle ostilità. Dopo aver inizialmente rifiutato un posto di dirigente ministeriale nel gabinetto di Gabrio Casati, sostenne entusiasticamente quello presieduto da Gioberti, anche quando il 21 febbraio 1849 il ministero cadde dopo la restaurazione lorenese in Toscana.
Da allora Lanza passò gradualmente nelle file della Sinistra moderata, distinguendosi dai democratici più radicali che volevano la ripresa immediata della guerra contro l'Impero asburgico, cosa a cui il deputato piemontese era contrario, in quanto ne intuiva l'inutilità senza il supporto degli altri Stati italiani. Dopo la battaglia di Novara del 1849, che portò all'abdicazione di Carlo Alberto a favore del figlio Vittorio Emanuele II, divenne membro della Commissione incaricata per far luce sulla sconfitta, lanciando al contempo accuse di tradimento al nuovo sovrano e mostrandosi contrario all'armistizio di Vignale, criticando anche la successiva Pace di Milano, stipulata nell'agosto del 1850 e che Lanza definì incostituzionale. Ben presto, la sua propensione al conservatorismo illuminato, lo portò sempre più verso posizioni più moderate, fino a diventare uno dei padri del centrosinistra, che supportarono la scalata al potere di Massimo d'Azeglio, vedendo in lui una garanzia delle istituzioni parlamentari, allontanandosi al contempo da Valerio, la cui intransigenza ideologica avrebbe, secondo lui, nuociuto al fragile regime costituzionale creatosi in Piemonte.
Si dimostrò poi favorevole al Connubio tra il centrosinistra di Rattazzi e il centrodestra di Cavour, volto a isolare le ali estreme del Parlamento e a consolidare la monarchia costituzionale, appoggiando l'alleanza fra i due leader politici dalle colonne del suo giornale, L'Opinione. Dopo la nomina di Cavour a Presidente del Consiglio, Lanza fu ricompensato per il suo aiuto venendo eletto, il 13 novembre 1853 vicepresidente della Camera, facendo parte anche delle Commissioni del Bilancio e delle Finanze. In Parlamento sostenne più volte il governo come nel 1855, quando fu il relatore dell'intervento piemontese nella Guerra di Crimea a fianco di Francia e Inghilterra, rifiutando al contempo l'offerta, fatta da Giacomo Durando durante la cosiddetta Crisi Calabiana, di un posto nel nascente ministero che Vittorio Emanuele II voleva per evitare di avallare le leggi anti-clericali proposte dall'esecutivo. Grazie a questo atto si guadagnò la stima di Cavour, che il 31 maggio 1855 lo propose alla guida del ministero della Pubblica Istruzione, che tenne sino al luglio del 1859, reggendo in diverse occasioni, anche l'interim delle Finanze.
Come ministro dell'Istruzione Lanza passò alla Storia come un abile riformatore, infatti la sua azione di governo avrebbe costituito una solida base da cui si sarebbe mosso in seguito il successore Gabrio Casati. Infatti, il 10 dicembre 1855, il ministro presentò un progetto di legge che riformava l'istruzione elementare, introducendo il principio di obbligatorietà scolastica e il controllo governativo sulla nomina e il licenziamento dei maestri. Una Commissione parlamentare però elaborò un "controprogetto", di cui fu relatore Luigi Amedeo Melegari, che eliminava il secondo punto della proposta di Lanza, considerato un'indebita ingerenza dello Stato nell'educazione nazionale, e sosteneva la necessità di una scuola intesa come servizio comunale, ma accettava comunque il principio di obbligatorietà scolastica. Passò invece la legge del 22 giugno 1857 n. 2328 che riordinava il settore amministrativo della pubblica istruzione, nonostante le pressioni contrarie della Chiesa che rivendicava il monopolio dell'educazione, che confermò l'indirizzo laico e liberale del governo.
Trovandosi a ricoprire la carica di responsabile delle Finanze (fatto per il quale cedette il dicastero dell'Istruzione a Carlo Cadorna) dopo le dimissioni di Rattazzi nel gennaio del 1858, Lanza, per appianare le difficoltà finanziarie del bilancio statale, fece approvare un prestito interno di 50 milioni di lire che riscosse l'approvazione dei ceti medi, mentre riuscì a salvare al contempo la Banca Nazionale degli Stati Sardi, in difficoltà per l'eccessiva esposizione verso il Credito Immobiliare (che il ministro dovette liquidare) e per i forti acquisti e le grosse anticipazioni su azioni e obbligazioni ferroviarie, attraverso l'acquisizione statale di alcune linee ferroviarie, all'epoca in mano ai privati, che permise la conversioni tra titoli e azioni del debito pubblico. Inoltre, alla vigilia della seconda guerra d'indipendenza italiana, provvide allo stanziamento dei fondi necessari alla preparazione bellica.
Dimessosi con l'intero esecutivo dopo l'armistizio di Villafranca dell'11 luglio 1859, Lanza non entrò nel terzo gabinetto Cavour il 21 gennaio 1860, venendo tuttavia candidato dal conte come Presidente della Camera dei deputati in opposizione a Rattazzi, venendo eletto durante un clima di contestazione verso il Presidente del Consiglio per via della cessione di Nizza e della Savoia alla Francia, attuata con il Trattato di Torino.
Eletto Presidente della Camera il 2 aprile 1860, si mostrò ostile alla Spedizione dei Mille, perché temeva che ne potesse nascere una guerra civile tra i volontari garibaldini e l'esercito regolare, ma malgrado questo, in virtù della sua carica istituzionale, accolse Vittorio Emanuele II a Napoli al suo ingresso in città in novembre. Da quel viaggio Lanza trasse la convinzione che gli ordinamenti costituzionali non sarebbero bastati per governare le nuove province e che fosse necessaria una sorta di dittatura per "rigenerare civilmente e politicamente gl'italiani del Sud", come scrisse a Cavour l'8 dicembre 1860. Dimessosi dalla carica il 17 dicembre 1860 per consentire il rinnovo del Parlamento con le elezioni dei deputati meridionali, Lanza rientrò alla Camera come semplice deputato, militando adesso nelle file della Destra di matrice cavourriana, di cui divenne in seguito uno dei leader più influenti. Rimase in carica fino al 7 marzo 1861.

### Carriera politica nel Regno d'Italia

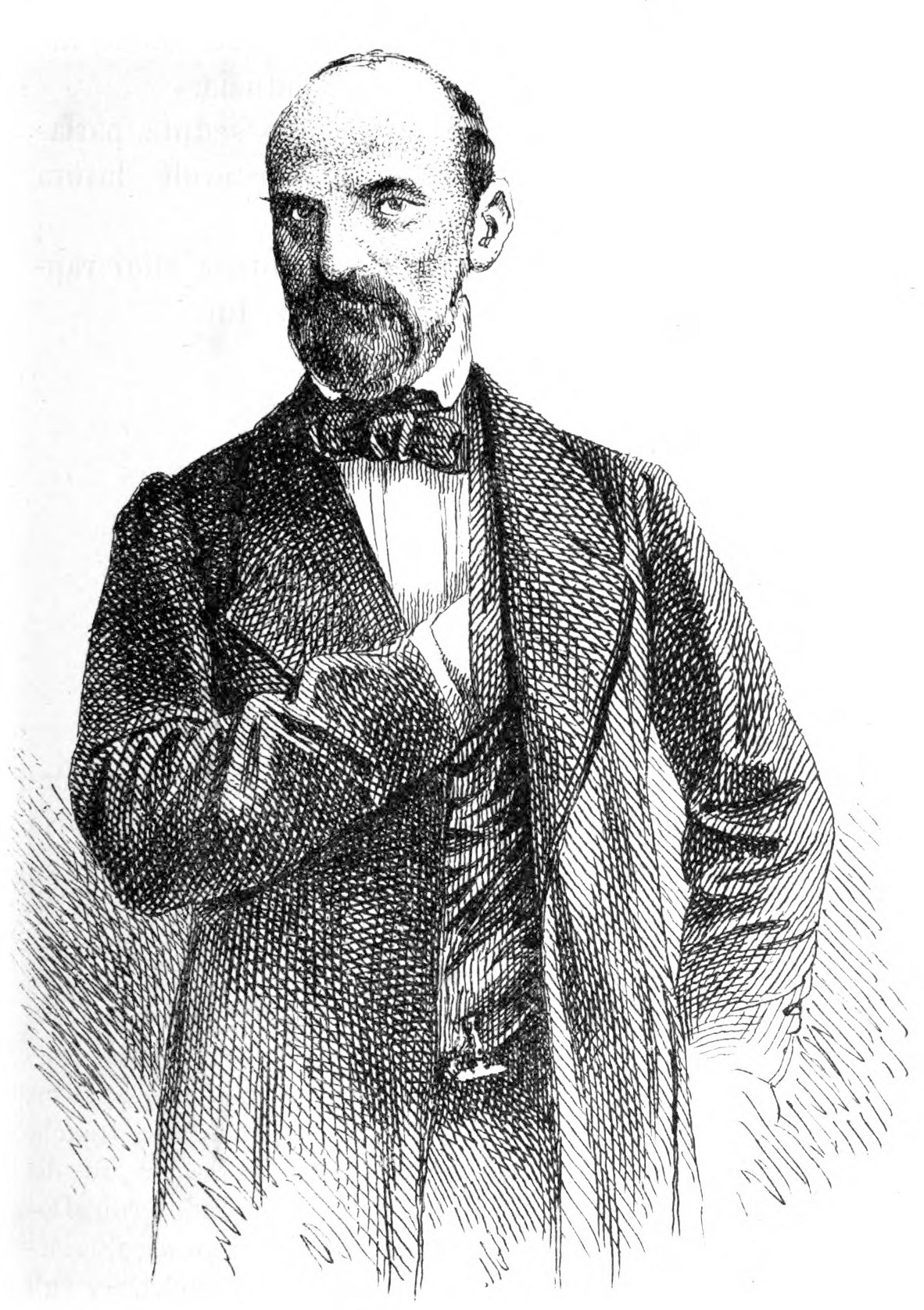
Giovanni Lanza ritratto nel 1864

Dopo la proclamazione del Regno d'Italia il 17 marzo 1861 e la morte di Cavour il 6 giugno dello stesso anno, Lanza mantenne un profilo defilato durante la Giornata d'Aspromonte del 1862, occupandosi soprattutto di questioni finanziarie e amministrative: tra l'altro, nel luglio del 1864, presiedette la commissione d'inchiesta parlamentare che doveva indagare su uno scandalo finanziario legato alla gestione della Società italiana per le strade ferrate meridionali, in cui emerse che molti deputati, tra cui Pietro Bastogi, ministro delle Finanze dell'ultimo governo Cavour e del Governo Ricasoli I, avevano mercanteggiato il loro voto per la concessione degli appalti ferroviari in cambio di favori clientelari. La commissione concluse i lavori con una dichiarazione di censura nei confronti di Bastogi e degli altri indagati. Il politico italiano ritornò al governo nel settembre successivo, quando Marco Minghetti si dovette dimettere su ordine del re per aver represso nel sangue le proteste popolari dei torinesi, che protestavano per il trasferimento della capitale a Firenze come stabilito dagli accordi della Convenzione di settembre con Napoleone III: al suo posto il re chiamò il generale Alfonso La Marmora, che offrì a Lanza il dicastero dell'interno.
In tal veste dovette proporre al Parlamento la legge sul trasferimento di capitale da Torino a Firenze, alla quale si opposero tutti i deputati piemontesi, riuniti nella Associazione liberale Permanente, che aveva come programma la difesa degli interessi piemontesi e la lotta contro ogni esecutivo che avesse abbandonato il progetto per Roma capitale. Su indicazione di Lanza e del guardasigilli Giuseppe Vacca, poi, il Parlamento approvò, il 20 marzo 1865, il decreto-legge governativo di unificazione amministrativa, che estendeva a tutto il Regno gli istituti amministrativi sabaudi, creando uno Stato fortemente centralizzato su modello francese. Il ministro in seguito cercò di smorzare l'opposizione parlamentare piemontese che ancora protestava per il trasferimento della capitale, incontrandosi con i principali esponenti politici piemontesi e convincendoli a votare un ordine del giorno che troncò le polemiche, ma non mise in conto il risentimento popolare dei torinesi, che riuscirono a sabotare il gran ballo di carnevale indetto dal re, contro cui si riversò il loro astio.
Lanza offrì le dimissioni, subito respinte, ma dovette mediare tra la corte e il consiglio comunale di Torino per riappacificare Vittorio Emanuele II con la cittadinanza. Dopo essersi dimesso il 25 agosto 1865 dalla carica ministeriale per contrasti personali con Quintino Sella, ministro delle Finanze, il politico italiano fu candidato, nel novembre del 1867, a Presidente della Camera da Luigi Federico Menabrea, nominato nuovo Presidente del Consiglio dal re dopo il siluramento di Rattazzi, colpevole di non aver saputo fermare prontamente la spedizione di Garibaldi conclusasi tragicamente a Mentana, venendo eletto il 16 dicembre 1867 in opposizione a Rattazzi: nel suo discorso di insediamento replicò duramente alle dichiarazioni del ministro francese Eugène Rouher, che negò all'Italia il diritto ad avere Roma come capitale. Dimessosi l'8 agosto 1868 per protesta contro la privatizzazione della Regìa dei tabacchi operata dal ministro delle Finanze, Luigi Guglielmo Cambray-Digny, Giovanni Lanza fu ricandidato per la terza volta alla presidenza dalle forze parlamentari che si erano opposte alla politica economica del ministero, venendo eletto il 18 novembre 1869 al posto del candidato governativo, Adriano Mari. Ciò provocò le dimissioni di Menabrea, presentate l'indomani, e il conferimento dell'incarico ministeriale allo stesso Lanza il 14 dicembre successivo.
Nel nuovo governo entrarono personalità di spicco della Destra storica, quasi tutti di origine settentrionale, come Emilio Visconti Venosta agli Esteri, Quintino Sella alle Finanze, Giuseppe Govone alla Guerra, Guglielmo Acton alla Marina e Cesare Correnti alla Pubblica Istruzione. Il suo programma di governo fu caratterizzato da una politica economica di estrema austerità (definita da Sella "di economie fino all'osso" e consistente in tagli ai settori delle forze armate e incremento delle tasse sui generi di consumo, che gravarono sui ceti meno abbienti) per raggiungere il pareggio di bilancio e dalla cessazione delle interferenze di corte nella politica estera e interna, ottenendo infatti dal re il licenziamento del ministro della Real Casa Filippo Antonio Gualterio e il ritiro di Menabrea e Cambray-Digny dagli incarichi che avevano a corte. In politica estera mantenne una rigorosa neutralità nel conflitto franco-prussiano, malgrado il re cercasse in ogni modo di costringere il governo a schierarsi a fianco della Francia, in quanto egli, con la sua diplomazia parallela, aveva stipulato un accordo segreto con Napoleone III in chiave anti-prussiana, dando la sua parola d'onore.
Dopo un acceso dibattito parlamentare, organizzato dalla Sinistra che nel conflitto vide l'occasione di strappare Roma al pontefice, e il parere contrario del re, che non voleva ulteriori dissensi con il Vaticano, Lanza, dopo la battaglia di Sedan del 2 settembre 1870, che vide la sconfitta e la cattura dell'Imperatore francese, decise per l'intervento armato contro i resti dello Stato Pontificio, previo ultimo accordo diplomatico con Pio IX. Mentre la missione diplomatica, affidata a Gustavo Ponza di San Martino, cercava di ottenere qualche vano risultato, l'esercito italiano, forte di 50.000 uomini al comando del generale Raffaele Cadorna, passò la frontiera e invase i domini del papa, giungendo dinanzi alle porte di Roma il 17 settembre. Dopo un'attesa di tre giorni, Cadorna, attraverso la famosa breccia di Porta Pia, riuscì a entrare in città il 20 settembre 1870, ricongiungendo Roma all'Italia. Subito nacquero i dissensi in seno al governo sul modo di trasferimento della capitale e dell'ingresso del sovrano: Sella voleva che Vittorio Emanuele vi entrasse immediatamente, il Presidente del Consiglio invece voleva prima la stabilizzazione dei rapporti diplomatici con il papa.
Dopo il plebiscito del 2 ottobre che sancì l'unione di Roma e del Lazio con il Regno d'Italia, il 20 novembre 1870 ci furono le elezioni politiche generali, per consentire agli abitanti delle nuove province di votare i propri rappresentanti in Parlamento: il voto portò in Parlamento 184 nuovi deputati, senza particolari distinzioni ideologiche, fatto che portò alla nascita del trasformismo. Il 9 dicembre Lanza presentò alla Camera tre disegni di legge, riguardanti l'accettazione del plebiscito romano, il trasferimento della capitale a Roma e la regolamentazione dei rapporti tra Stato e Chiesa. In particolare quest'ultima proposta legislativa, nota anche come legge delle Guarentigie, scatenò le violente proteste della Sinistra radicale e anticlericale, che darà battaglia parlamentare durissima: infatti il testò venne approvato solo il 13 maggio 1871 e avrebbe regolato i rapporti con la Santa Sede fino ai Patti Lateranensi del 1929. Il progetto per il trasferimento della capitale fu approvato nell'estate e Roma divenne capitale ufficialmente il 1º luglio 1871, con l'entrata trionfale del re e del governo: Vittorio Emanuele II pose la sua residenza ufficiale al Quirinale, precedentemente residenza papale, il governo ebbe la sua sede a Palazzo Chigi, la Camera dei deputati fu alloggiata a Montecitorio e il Senato a Palazzo Madama.

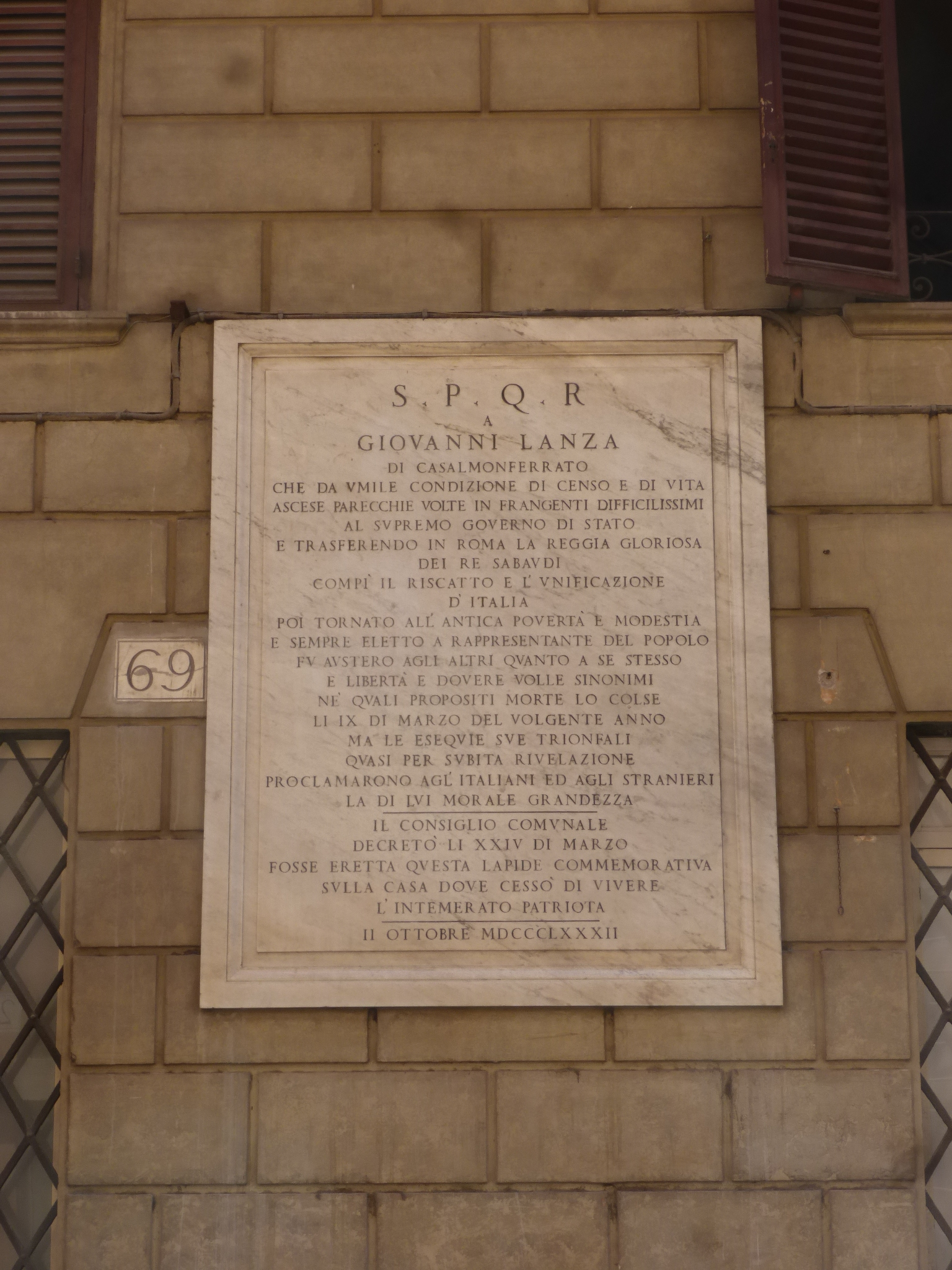
Roma: lapide commemorativa, posta sull'edificio di via Bocca di Leone, ove Lanza morì

Insignito nell'ottobre del 1870 del Collare dell'Annunziata, la più alta onorificenza sabauda, che lo rendeva "cugino" del re, Lanza cominciò nei mesi seguenti ad arrancare nell'azione di governo, anche per le divisioni interne nel partito di Destra di cui faceva parte. La causa furono i provvedimenti economici del governo, presentati da Sella, che vennero abbondantemente ridimensionati da una commissione parlamentare presieduta da Marco Minghetti. Poi avvenne l'incidente riguardante la costruzione dell'Arsenale militare marittimo di Taranto, per il quale i rappresentanti meridionali ottennero il raddoppio della cifra stanziata dal governo, quantificata in sei milioni di lire. Lanza e Sella offrirono le dimissioni, che furono rifiutate per permettere il varo della legge sulle corporazioni religiose e la liquidazione dell'asse ecclesiastico romano, avvenuto il 27 maggio 1873. Nel giugno successivo morì Rattazzi, grande rivale di Lanza, fatto che consentì a parte della Destra facente capo a Minghetti, la quale temeva un ritorno al potere del capo della Sinistra, a far cadere il governo il 25 giugno 1873 su un voto contrario dell'ordine del giorno che prevedeva la discussione dei provvedimenti finanziari dell'esecutivo. Sorse dunque il Governo Minghetti II,che lo stesso Lanza si adoperò di favorire; al passaggio delle consegne con Minghetti, il Presidente del Consiglio dimissionario presentò anche il rendiconto dei fondi segreti del ministero, che per legge non era tenuto a consegnare, uscendo dall'agone politico con una fama di uomo onesto e perbene.
Durante la sua carriera politica Lanza finì anche al centro di varie satire per il fatto che una volta sbagliò a scrivere "Italia" e scrisse "Itaglia", il polemista antirisorgimentale padovano Alessio De Besi (1842-1893), ad esempio, scrisse di lui: «abbiamo detto che Lanza prima di fare una cosa ci pensa su due volte, e non fa mai una cosa senza la sua brava ragione. Così vedete, se scrive Itaglia invece d'Italia non è per asinaggine, oh no tutt'altro, in fin dei conti non è un asino, ha poi due sole gambe...e due braccia...dunque...Sapete perché Lanza scrive Itaglia? Egli si era proposto di rinnovare l'Italia e aveva letto in Salvator Rosa che l'Italia giunta a un certo punto della sua vita politica, quando avrebbe avuto certi uomini che tenessero il mestolo come lo tengono adesso doveva cambiar nome».

### Ultimi anni e morte

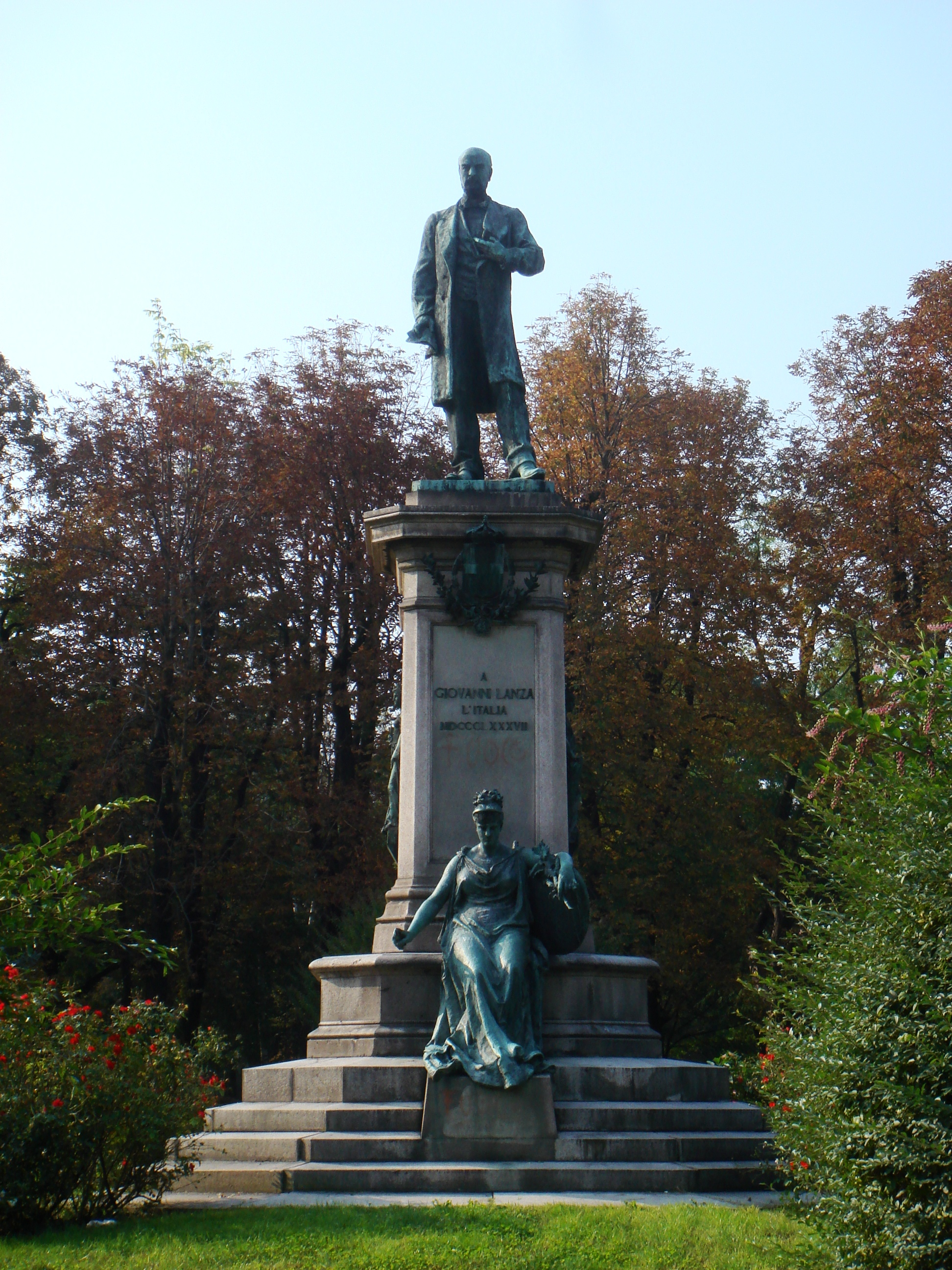
Monumento di Giovanni Lanza a Casale Monferrato

Dopo la "Rivoluzione parlamentare" del 18 marzo 1876, che vide cadere il gabinetto Minghetti e salire alla Presidenza del Consiglio il nuovo capo della Sinistra, Agostino Depretis, Lanza decise di dedicarsi soprattutto a incarichi amministrativi nella natia Casale Monferrato, impegnandosi per il divieto della diffusione delle risaie e la salute pubblica. Dal 1878 fu anche presidente dell'Associazione Costituzionale, nata con lo scopo di difendere le istituzioni statutarie; la sua ultima apparizione in Parlamento avvenne nel 1882, durante la discussione della nuova legge amministrativa e comunale. Giovanni Lanza morì infine a Roma il 9 marzo 1882, in una modesta stanza dell'albergo "New York", a 72 anni: al viceparroco di San Lorenzo in Lucina, che lo sollecitava a ritrattare in punto di morte le offese contro la Chiesa, il morituro non rispose nemmeno.
La salma di Lanza fu sepolta nel cimitero della sua cittadina natale di Casale Monferrato.

## Onorificenze

### Alla memoria
Diverse città italiane hanno dedicato vie al suo nome; tra queste Roma, Milano, Torino, Firenze, Alessandria, oltre alla natia Casale Monferrato. Nei giardini pubblici della stessa Casale è, inoltre, presente una sua statua in bronzo, opera dello scultore Odoardo Tabacchi, inaugurata il 23 ottobre 1887.